# Kärlek 65
Kärlek 65 är en svensk dramafilm från 1965, regisserad av Bo Widerberg.

## Handling[1]
Filmen handlar om filmregissören Keve (spelad av Keve Hjelm) som startar en erotisk kärleksaffär med en bekants hustru (spelad av Evabritt Strandberg).

## Om filmen
Filmen uppvisar influenser från filmregissörerna Michelangelo Antonioni, Federico Fellini och Jean-Luc Godard. Särskilt Fellinis 8 ½ och Godards Föraktet (båda från 1963), som också handlar om filmskapare, har slående likheter med Kärlek 65.
Kärlek 65 har visats i SVT flera gånger mellan 1975 och 2020.

## Rollista[5]
- Keve Hjelm - Keve
- Evabritt Strandberg - Evabritt
- Björn Gustafson - Björn
- Inger Taube - Inger
- Ann-Marie Gyllenspetz - Ann-Marie
- Kent Andersson - Kent
- Ben Carruthers - Benito
- Nina Widerberg - Nina
- Thommy Berggren - en skådespelare
- Agneta Ekmanner - en skådespelerska

## DVD
Filmen gavs ut på DVD 2017 i samlingsboxen Svenska 1960-talshöjdare..